# Cosgrove Glacier
Cosgrove Glacier är en glaciär i Antarktis. Den ligger i Östantarktis. Australien gör anspråk på området. Cosgrove Glacier ligger 265 meter över havet.
Terrängen runt Cosgrove Glacier är kuperad söderut, men norrut är den platt. Trakten är obefolkad. Det finns inga samhällen i närheten.